# مارك رودس
مارك رودس (بالإنجليزية: Mark Rhodes)‏ (26 أغسطس 1957 بشفيلد في المملكة المتحدة - ) هو لاعب كرة قدم بريطاني في مركز الوسط. لعب مع نادي بيرنلي ونادي روذرهام يونايتد ونادي مانسفيلد تاون ودارلينجتون إف سى.